# Exèrcit de la Unió

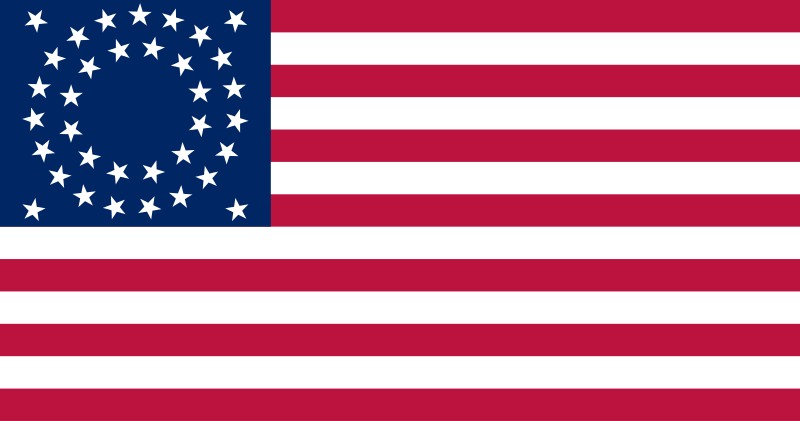
Bandera dels Estats Units de 1863, amb 35 estrelles

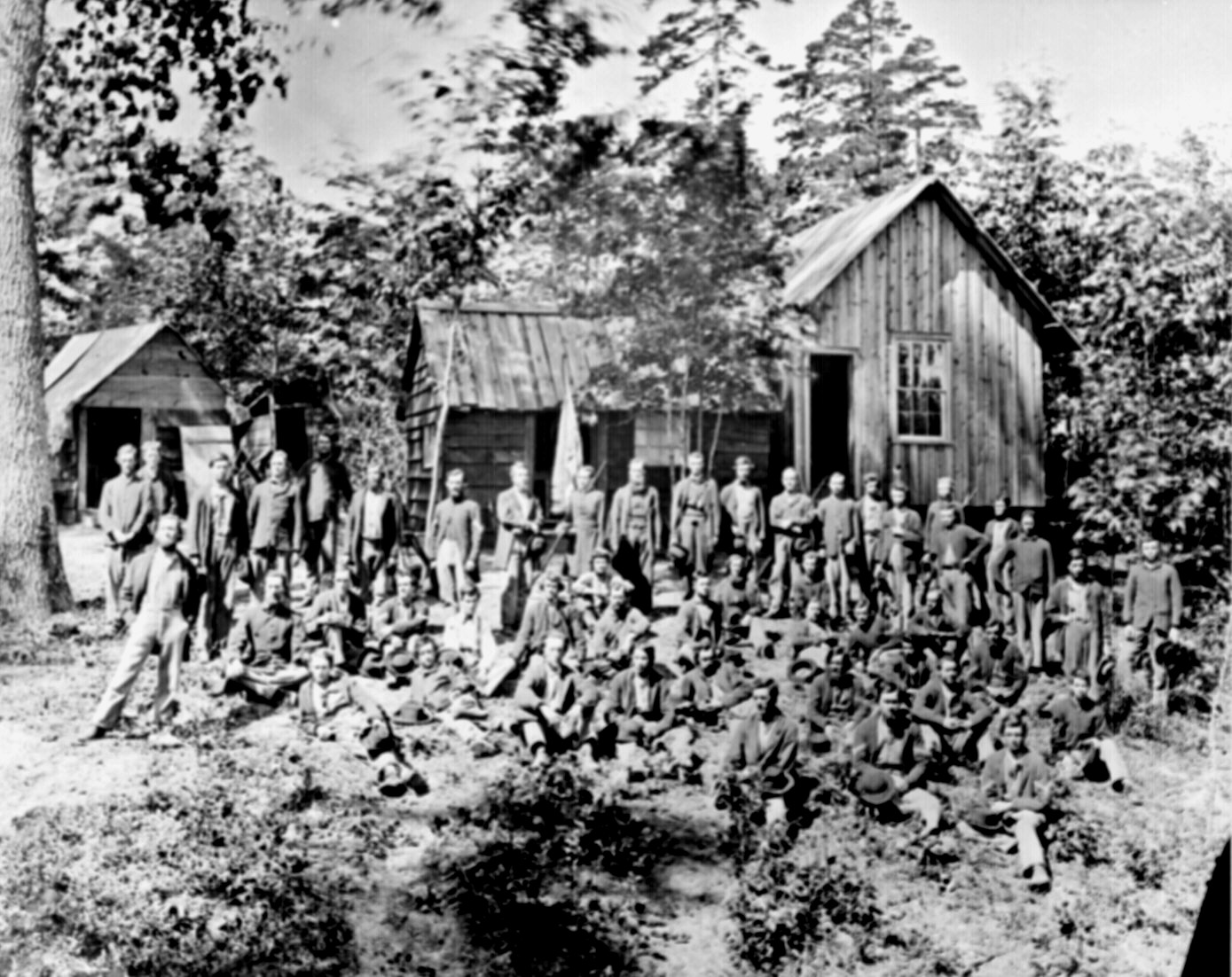
El 21è d'Infanteria de Michigan, una companyia de veterans de Sherman

L'Exèrcit de la Unió va ser la força terrestre que va lluitar per la Unió durant la Guerra Civil dels Estats Units, que va tenir lloc entre 1861 i 1865. Estava formada pel petit Exèrcit dels Estats Units, conegut com l'exèrcit regular, que va ser incrementat amb un nombre massiu d'unitat proporcionades pels estats del nord, integrades per voluntaris i reclutes. L'Exèrcit de la Unió va lluitar i amb el temps va derrotar l'Exèrcit dels Estats Confederats durant la guerra. Al voltant de 360.000 soldats de la Unió van morir i uns 280.000 van ser ferits.

## Història

### Formació
Quan va començar la Guerra Civil Estatunidenca l'abril de 1861, només hi havia 16.000 homes a l'exèrcit dels Estats Units i d'aquests, molts oficials del Sud van dimitir i es van allistar a l'Exèrcit dels Estats Confederats. L'Exèrcit dels Estats Units estava format per deu regiments d'infanteria, quatre d'artilleria, dos de cavalleria, dos de dragons i tres d'infanteria muntada. Els regiments estaven àmpliament dispersos. De les 197 companyies de l'exèrcit, 179 ocupaven 79 isolats destacaments a l'Oest i les 18 restants s'estaven en guarnicions a l'est del Riu Mississipi, la majoria de les quals cobrint la frontera entre Estats Units i Canadà i la costa Atlàntica.

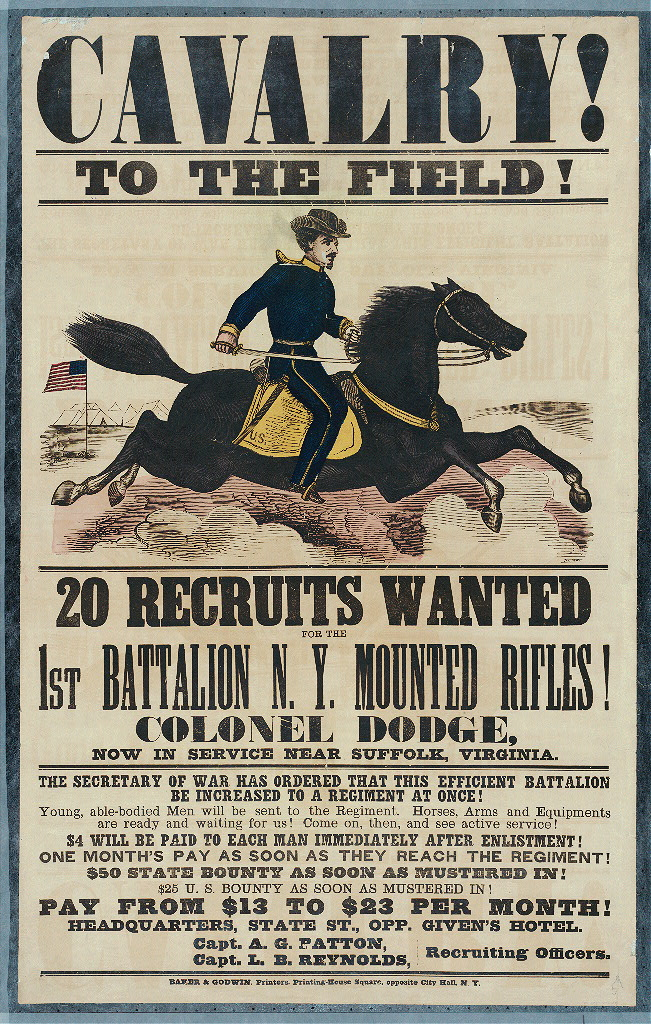
Cartell de reclutament per al 1r Batalló de cavalleria de Nova York, que va servir a la Guerra Civil des de 1861 fins a 1865

Amb la secessió dels estats del Sud i amb la dràstica reducció d'homes que això va comportar a l'exèrcit, el President Abraham Lincoln va demanar als estats que incrementessin la força amb 75.000 homes durant tres mesos per sufocar la insurrecció. La crida de Lincoln va obligar els estats fronterers a escollir un bàndol i quatre es van posar del bàndol de la Confederació, fent que la Confederació estigués formada per onze estats forts. La guerra semblava que seria més llarga i més cara del que tant el Sud com el Nord havien previst i el 22 de juliol de 1861 el Congrés va autoritzar un exèrcit de voluntaris de 500.000 homes.
La crida de voluntaris inicialment va ser fàcil a l'hora de trobar patriotes del Nord, abolicionistes i fins i tot immigrants que es van allistar buscant menjar i un ingrés estable. Al voltant de 10.000 alemanys de Nova York i Pennsilvània van respondre immediatament a la crida de Lincoln i els francesos també es van presentar voluntaris ràpidament. No obstant, quants més homes feien falta, el nombre de voluntaris va decaure i això va fer que tant la prima per allistament com el reclutament obligatori es van haver d'instaurar. Tot i així, entre l'abril de 1861 i l'abril de 1865, almenys dos milions i mig d'homes van servir a l'exèrcit de la Unió, dels quals la majoria eren voluntaris.
Hi ha una falta de rigor en la teoria que afirma que el Sud va mantenir un avantatge degut a l'alt percentatge d'oficials professionals que van dimitir per allistar-se a l'Exèrcit dels Estats Confederats. Al començament de la guerra, hi havia 824 graduats de l'Acadèmia Militar dels Estats Units en actiu, dels quals 296 van dimitir o van ser destituïts, i 184 d'aquests van acabar sent oficials confederats. Dels aproximadament 900 graduats de West Point que llavors eren civils, 400 van tornar a l'Exèrcit de la Unió i 99 a la Confederació. Ja aleshores, la ràtio dels oficials professionals de la Unió respecte a la Confederació era de 642 a 283 (Un dels oficials que va dimitir era Robert E. Lee, a qui inicialment se li havia ofert el nomenament de comandant d'un exèrcit per sufocar la rebel·lió. Lee desaprovava la secessió, però va rebutjar fer servir les armes contra el seu propi estat, Virgínia, i va dimitir per acceptar la posició de comandant de les forces de Virgínia. Amb el temps va esdevenir el comandant de l'Exèrcit dels Estats Confederats). El Sud tenia l'avantatge d'altres escoles militars, com ara The Citadel i Virginia Military Institute, però produïen menys oficials. Només se sap de 26 homes allistats i oficials sense destinació que van deixar l'Exèrcit regular dels Estats Units per afegir-se a l'Exèrcit Confederat, tots per deserció.

### Organitzacions principals
L'Exèrcit de la Unió estava format per nombroses organitzacions, les quals normalment s'organitzaven territorialment.

#### Divisió Militar
Un determinat nombre de Departaments que responen davant un comandament (per exemple, Divisió Militar de Mississipi, Divisió Militar del Mig, Divisió Militar del James). Les Divisions Militars eren semblants a les regions descrites en el concepte modern de teatre d'operacions.

#### Departament
Una organització que cobreix una determinada regió, que es fa responsable de les instal·lacions federals d'aquell territori i dels exèrcits de camp que hi ha entre les seves fronteres. Els que es deien com un estat normalment feien referència als estats del Sud que havien estat ocupats. Era més habitual anomenar els departaments com els rius (com ara Departament del Tennessee, Departament del Cumberland) o per les regions (Departament del Pacífic, Departament de Nova Anglaterra, Departament de l'Est, Departament de l'Oest, Departament del Mig).

#### Districte
Una subdivisió del Departament (per exemple, Districte de Cairo, Districte de Tennessee Est). També hi havia subdistrictes per a regions més petites.

#### Exèrcit
La força de combat que normalment, tot i que no sempre, estava assignada a un Districte o a un Departament però que podia operar sobre zones més àmplies. Alguns dels exèrcits més importants eren: 
- Exèrcit del Cumberland: l'exèrcit operatiu principalment a Tennessee, i després a Geòrgia, comandat per William S. Rosecrans i George Henry Thomas.
- Exèrcit de Geòrgia: va operar en la Marxa cap al Mar i les Carolines comandat per Henry W. Slocum.
- Exèrcit del Golf: l'exèrcit operatiu a la regió fronterera amb el Golf de Mèxic, comandat per Benjamin Butler, Nathaniel P. Banks i Edward Canby.
- Exèrcit del James: l'exèrcit operatiu a la Península de Virgínia, entre 1864 i 1865, comandat per Benjamin Butler i Edward Ord.
- Exèrcit del Mississipi: un exèrcit de curta existència, operatiu al riu Mississippí, sota les ordres de John Pope i William S. Rosecrans el 1862 i de John A. McClernand el 1863.
- Exèrcit de l'Ohio: operava principalment a Kentucky i més tard a Tennessee i Geòrgia, comandat per Don Carlos Buell, Ambrose E. Burnside, John G. Foster i John M. Schofield.
- Exèrcit del Potomac: l'exèrcit principal en el teatre d'operacions de l'Est, comandat per George B. McClellan, Ambrose E. Burnside, Joseph Hooker i George G. Meade.
- Exèrcit de la Shenandoah: l'exèrcit operatiu a la Vall Shenandoah, sota el comandament de David Hunter, Philip Sheridan i Horatio G. Wright.
- Exèrcit del Tennessee: l'exèrcit més famós del teatre d'operacions de l'Oest, operant a través de Kentucky, Tennessee, Mississippí, Geòrgia i les Carolines, sota el comandament d'Ulysses S. Grant, William T. Sherman, James B. McPherson i Oliver O. Howard.
- Exèrcit de Virgínia: l'exèrcit reunit per John Pope per a la Campanya del Nord de Virgínia.

Cadascun d'aquests exèrcits normalment estava comandat per un general de divisió. Com era costum, el comandant del Departament o del Districte també tenia el comandament de camp de l'exèrcit del mateix nom, però alguns conflictes de rangs apareixien quan aquesta norma no es respectava, normalment quan un exèrcit creuava una frontera geogràfica.
L'exèrcit regular, l'Exèrcit permanent dels Estats Units, estava barrejat en diferents unitats i formacions de l'Exèrcit de la Unió, conformant un quadre d'homes hàbils i experimentats. Eren considerats per a molts una tropa d'elit i sovint es mantenien a la reserva a les batalles per actuar en cas d'emergència. Aquesta força era bastant petita comparada amb les forces de voluntaris que els estats van reclutar massivament i que conformaven el tronc central de l'Exèrcit de la Unió.

#### Teatres d'operacions
Les operacions a la Guerra Civil es dividien entre regions geogràfiques conegudes com a teatres d'operacions.

### Organització de personal
Els soldats estaven organitzats per especialitat militar. Els braços de combat estaven formats per la infanteria, la cavalleria, l'artilleria i altres organitzacions més petites com els Marines (United State Marine Corps), els quals, alguns cops, estaven separats dels seus homòlegs de l'Armada per operacions terrestres. Els Signal (Signal Corps) van ser creats i desplegats per primer cop, sota el lideratge d'Albert J. Myer.
Sota la majoria d'unitats com els exèrcits, els soldats estaven organitzats principalment en regiments, la principal unitat de combat amb la qual un soldat podia marxar i ser desplegat, comandat per un coronel, tinent coronel o possiblement un major. La tàctica bàsica per a homes amb rifle i infanteria lleugera abans i durant la Guerra Civil solia ser la de deu companyies, cadascuna comandades per un capità, dins de cada regiment i desplegades d'acord amb els rangs dels capitans. Algunes unitats només tenien entre quatre i vuit companyies i generalment eren conegudes com a batallons. Els regiments eren gairebé sempre formats dins un mateix estat i generalment tenien el nom d'un número i el d'un estat, com per exemple, el 54è de Massachusetts, el 20è de Maine, etc.
Els regiments normalment s'agrupaven en brigades sota el comandament d'un general de brigada. No obstant, les brigades canviaven fàcilment si la situació ho demanava i el regiment era la principal forma d'agrupament permanent. Les brigades solien ser formades un cop els regiments arribaven al camp de batalla, en funció d'on el regiment podia ser desplegat i si ho feia al costat d'altres regiments.

### Líders
Diversos homes van servir com a generals en cap de l'Exèrcit de la Unió durant tota la seva existència:
- Winfield Scott: 5 de juliol de 1841 – 1 de novembre de 1861
- George B. McClellan: 1 de novembre de 1861 – 11 de març de 1862
- Henry W. Halleck: 23 de juliol de 1862 – 9 de març de 1864
- Ulysses S. Grant: 9 de març de 1864 – 4 de març de 1869

El forat que hi ha entre l'11 de març i el 23 de juliol de 1862 va ser omplert amb el control directe de l'exèrcit pel president Lincoln i el secretari de la Guerra dels Estats Units, Edwin M. Stanton, amb l'ajuda d'una “Junta de Guerra” informal que es va establir el 17 de març de 1862. La junta estava formada per Ethan A. Hitchcock, que n'era el president, i pels caps de l'agència del Departament de la Guerra Lorenzo Thomas, Montgomery C. Meigs, Joseph G. Totten, James W. Ripley i Joseph P. Taylor.
Scott era un vell veterà de la Guerra de 1812 i la Guerra Mexicana-Americana i no podia complir amb el seu deure adequadament. El seu successor, el general de divisió McClellan, va construir i entrenar el massiu Exèrcit del Potomac de la Unió, la principal força de combat del teatre d'operacions de l'Est. Encara que era popular entre els soldats, McClellan va ser rellevat de la seva posició com a general en cap perquè tenia una estratègia massa prudent i perquè tenia una relació conflictiva amb el comandant en cap, el president Lincoln (Va continuar com a comandant de l'Exèrcit del Potomac durant la campanya de la Península i la batalla d'Antietam). El seu substitut, el general de divisió Henry W. Halleck, va tenir uns grans resultats al teatre d'operacions de l'Oest, però era més un administrador que un planificador d'estratègies o comandant.
Ulysses S. Grant va ser l'últim comandant de l'Exèrcit de la Unió. Era famós per les seves victòries a l'Oest quan va ser nomenat tinent general i general en cap de l'Exèrcit de la Unió el març de 1864. Grant supervisava l'Exèrcit del Potomac (que formalment era liderat pel seu subordinat, el general de divisió George G. Meade) durant les últimes iniciatives de la Confederació, que van embrancar les forces confederades en moltes batalles ferotges a Virgínia, en la Campanya Terrestre, i que van conduir a una guerra de desgast que permetia sobreviure millor a l'Exèrcit de la Unió (que era més gran) que al seu oponent. Grant va posar setge a l'exèrcit de Lee a Petersburg, Virgínia, i finalment acabaria capturant Richmond, la capital de la Confederació. Va emprendre l'estratègia de coordinar simultàniament ofensives contra àmplies porcions de la Confederació, les més importants de les quals van ser la Campanya de Geòrgia i la Campanya de les Carolines, de William Tecumseh Sherman, i la Campanya de la Vall Shenandoah de Philip Sheridan. Aquestes campanyes van ser caracteritzades per una altra noció estratègica del que Grant anomenava guerra total: impedint a l'enemic accedir a recursos necessaris per continuar la guerra amb la completa destrucció de les seves fàbriques i granges per allà on trepitjava l'exèrcit de la Unió.
Grant va rebre crítiques sobre l'elevat nombre de baixes que l'Exèrcit de la Unió va patir mentre ell estava al càrrec, però Lincoln no el va rellevar perquè, en paraules del president, “No puc prescindir d'aquest home. Ell lluita”.
Entre els líders de camp memorables de l'Exèrcit hi havia Nathaniel Lyon (el primer general de la Unió en ser mort en batalla durant la guerra), William Rosecrans, George Henry Thomas i William Tecumseh Sherman. Entre altres figures menys competents hi havia Benjamin F. Butler.

### Victòria de la Unió
Les victòries decisives de Grant i Sherman van comportar la rendició de la majoria dels exèrcits confederats. La primera i la més important va ser la del 9 d'abril de 1865, quan Robert E. Lee va rendir l'Exèrcit de Virgínia del Nord a Grant al Palau de Justícia d'Appomattox. Encara que hi van haver altres exèrcits confederats que es van rendir en les setmanes següents, com el de Joseph E. Johnston a Carolina del Nord, aquesta data va representar sens dubte el final de la guerra més sagnant de la història dels Estats Units, el final dels Estats Confederats d'Amèrica i el començament d'un lent procés de Reconstrucció.

## Baixes
Dels 2.213.363 homes que van servir a l'Exèrcit de la Unió durant la Guerra Civil, 364.511 van morir en combat o de ferides rebudes en combat, malaltia o altres causes. I 281.881 van ser ferits. Més d'un de cada quatre soldats de la Unió va ser mort o ferit durant la guerra. Les baixes a l'Exèrcit de la Confederació, però, van ser fins i tot pitjors: un de cada tres soldats del Sud va ser mort o ferit. Caldria afegir, però, que els confederats van patir un nombre considerablement inferior de baixes respecte a la Unió, amb aproximadament 260.000 baixes totals per a la Confederació i 360.000 per a la Unió. Aquesta és, de lluny, la ràtio de baixes més elevada de qualsevol guerra en la qual hi hagi participat els Estats Units. En comparació, un de cada setze soldats americans va morir o va ser ferit durant la Segona Guerra Mundial i un de cada vint-i-dos durant la Guerra del Vietnam.
En total, 620.000 soldats van morir durant la Guerra Civil. Hi havia 34 milions de ciutadans en aquell temps, per tant, un 2% de la població dels Estats Units va morir a la guerra. En termes actuals, aquesta xifra seria l'equivalent al fet que ara 5,9 milions de soldats dels Estats Units morissin en una guerra.

## Grups ètnics
L'Exèrcit de la Unió estava format per molts grups ètnics diferents, incorporant un gran nombre d'immigrants. Al voltant del 25% dels soldats blancs que van servir a l'Exèrcit de la Unió eren nascuts a l'estranger.
La xifra del 25 per cent de les forces armades de la Unió que eren nascudes a l'estranger és molt precisa. Això significa que al voltant d'1.600.000 soldats i mariners eren nascuts als Estats Units, incloent-hi al voltant de 200.000 afroamericans. Uns 200.000 soldats eren nascuts en un dels estats germànics (encara que això en part és una especulació perquè tothom que provenia d'una família germànica tendia a ser identificat com a alemany, encara que no fos nascut en aquest país). Uns 200.000 soldats i mariners eren nascuts a Irlanda. Encara que alguns soldats van arribar de tant lluny com Malta, Itàlia, Índia i Rússia, la majoria dels altres soldats nascuts a l'estranger provenien d'Anglaterra, Escòcia i Canadà.
| Nombre    | Percentatge | Origen |
| --------- | ----------- | --- |
| 1.000.000 | 45,4        | Blancs nascuts als Estats Units |
| 216.000   | 9,7         | Nascuts a Alemanya |
| 210.000   | 9,5         | Afroamericans. La meitat eren homes lliures que vivien al Nord i la meitat eren esclaus alliberats del Sud. Van servir principalment sota el comandament d'oficials blancs en més de 160 regiments “de color” i en regiments federals organitzats com les Tropes de Color dels Estats Units (USCT, per les sigles en anglès) |
| 200.000   | 9,1         | Nascuts a Irlanda |
| 90.000    | 4,1         | Holandesos |
| 50.000    | 2’3         | Canadencs |
| 50.000    | 2,3         | Nascuts a Anglaterra |
| 40.000    | 1,8         | Francesos o francocanadencs. Aproximadament la meitat eren nascuts als Estats Units i l'altra meitat al Quebec |
| 20.000    | 0’9         | Nòrdics (noruecs, suecs, finlandesos i danesos) |
| 7.000     |             | Italians |
| 7.000     |             | Jueus |
| 6.000     |             | Mexicans |
| 5.000     |             | Polonesos (la majoria dels quals va servir a la Legió Polonesa del general de brigada Włodzimierz Krżyzanowski) |
| 4.000     |             | Natius americans |
|           |             | Diversos centenars d'altres nacionalitats |

Molts soldats immigrants formaven els seus propis regiments, com ara la Brigada Irlandesa (69è de Nova York, 63è de Nova York, 88è de Nova York, 28è de Massachusetts, 116è de Pennsilvània); els Rifles Suïssos (15è de Missouri); els Guardes Lafayatte (55è de Nova York); la Guarda Garibaldi (39è de Nova York); la Milícia Martínez (1r de Nou Mèxic); la Legió Polonesa (58è de Nova York); els Exploradors Alemanys (52è de Nova York); els Cameron de les Highland (79è de Voluntaris d'Infanteria de Nova York), i el Regiment Escandinau (15è de Wisconsin). Però la major part els soldats nascuts a l'estranger eren dividits individualment entre les unitats.
En comparació, l'Exèrcit Confederat no era gaire divers: el 91% dels soldats confederats eren nascuts als Estats Units i només un 9% eren nascuts a l'estranger, essent la irlandesa la nacionalitat més nombrosa entre els estrangers, seguida per alemanys, francesos, mexicans (encara que la majoria d'ells senzillament van néixer quan el Sud-est encara era part de Mèxic) i britànics. Alguna propaganda del Sud comparava els soldats nascuts a l'estranger de l'Exèrcit de la Unió amb els odiats Hessenians (soldats alemanys contractats pel govern Britànic) de la Revolució Americana. Així mateix, un relativament petit nombre de natius americans (cherokee, chickasaw, choctaw i creek) van lluitar per la Confederació.

## Qüestions administratives
Durant la guerra van sorgir diferents qüestions d'organització i administratives que van tenir un major impacte els subsegüents procediments militars.

### Negres a l'exèrcit
La incorporació de persones de raça negra com a soldats va ser la major de les controvèrsies. Finalment va ser una evidència, sobretot després del valent paper que va jugar el 54è de Voluntaris d'Infanteria de Massachusetts a la Batalla de Fort Wagner, que els negres eres plenament capaços de servir com soldats competents i de confiança. Això en part va ser pels esforços de Robert Smalls, el qual quan encara era esclau es va fer famós per desertar de la Confederació i unir-se a la Unió amb un vaixell de transport confederat que ell mateix va pilotar. Més tard es va trobar amb Edwin Stanton, secretari de la Guerra, per demanar-li que inclogués negres a les unitats de combat. Això va comportar la formació de la primera unitat de combat per a soldats negres, el 1r de Voluntaris de Carolina del Sud. Els regiments de soldats negres van ser finalment anomenats com les Tropes de Color dels Estats Units. Als negres se’ls va pagar menys que als soldats blancs fins al final de la guerra i en general, se’ls tractava durament. Fins i tot després del final de la guerra, no se’ls va permetre (per una ordre de Sherman) marxar a la gran desfilada de la victòria a través de Washington, D.C.

### Provisions de les unitats
Les provisions al camp de batalla van ser el problema principal. Van ser altament millorades per noves tècniques de conservació dels aliments i d'altres productes amb caducitat curta, i amb el transport per ferrocarril. El general Montgomery C. Meigs va ser un dels líders més importants de l'Exèrcit de la Unió en aquest camp.

### Medicina de combat
L'atenció mèdica era, al principi, extremadament desorganitzada i precària. Gradualment, però, experts en medicina van començar a demanar més mitjans i van crear l'agència coneguda com a Comissió Sanitària dels Estats Units. Aquesta agència va crear uns estàndards professionals i va comportar alguns dels primers avenços en la medicina al camp de batalla, en tractar-la com una especialitat separada. El general William Alexander Hammond, del Medical Corps, va fer la major part de la feina i va aportar un lideratge important en aquest camp.
A més a més, l'atenció als ferits va ser altament millorada per pioners mèdics com Clara Barton, qui sovint va treballar en solitari proveint material i fent atenció mèdica i va implantar un nou nivell de dedicació en l'atenció dels ferits.

### Tàctica militar
La Guerra Civil va comportar moltes innovacions en tàctica militar. W. J. Hardee va publicar el primer manual revisat de tàctica d'infanteria per fer servir amb rifles moderns el 1855. Tot i així, fins i tot aquelles tàctiques es van demostrar inefectives en combat, perquè implicaven descàrregues de foc massives en les quals unitats senceres (principalment regiments) havien de disparar simultàniament. Aquelles tàctiques no havien estat provades abans en combat real i els comandaments d'aquelles unitats situarien els seus soldats a una distància increïblement curta, comparada amb l'abast dels fusells, la qual cosa va comportar unes ràtios molt altes de mortalitat. Les armes havien evolucionat més enllà de les tàctiques, que aviat canviarien a mesura que la guerra arribava a la seva fi. Els ferrocarrils van proveir el primer moviment massiu de soldats. El telègraf elèctric va ser emprat pels dos bàndols i va permetre als líders polítics i militars enviar ordres i rebre informes dels comandaments sobre el terreny.
Hi va haver moltes altres innovacions que van arribar per necessitat. Els generals es van veure forçats a tornar a examinar la tàctica d'ofensiva duta a terme durant la Guerra Mexicana-Americana, on els atacants podien concentrar-se a 90 metres de les línies defensives, la distància efectiva dels mosquets de calibre llis. Els atacants havien de resistir una ràfega de foc de mosquet de calibre llis abans que poguessin acostar-se als defensors. Però amb la Guerra Civil, el calibre llis havia estat substituït per fusells que feien servir la bala Minié, de ràpida recàrrega, que podia abastar amb precisió els 820 metres. Les defenses ara dominaven el camp de batalla. Ara els atacants, en lloc d'avançar en línies ordenades o en forma de càrrega, havien d'aguantar tres o quatre ràfegues ben dirigides abans que poguessin situar-se entre els defensors. Això va tornar gairebé obsoletes les tàctiques ofensives que tant d'èxit havien tingut només 20 anys enrere.

### Desercions i disturbis als reclutaments
La deserció va ser el principal problema dels dos bàndols. La misèria diària de la guerra, marxes forçades, set, calor asfixiant, malaltia, retard en la paga, ansietat per la situació de la família, impaciència per la monotonia i inutilitat del servei inactiu, pànic en la vigília de la batalla, la sensació de voler allargar una guerra impopular, la manca de confiança amb els comandants i el desànim de la derrota (sobretot al principi en l'Exèrcit de la Unió), tot plegat va comportar a rebaixar la moral de l'Exèrcit de la Unió i a augmentar el nombre de desercions.
El 1861 i el 1862, la guerra anava molt malament per a l'Exèrcit de la Unió i hi va haver, segons alguns recomptes, 180.000 desercions. El 1863 i el 1864, els dos anys més amargs de la guerra, l'Exèrcit de la Unió va patir al voltant de 200 desercions diàries, que van sumar un total de 150.000 desercions durant aquests dos anys. Això situa la xifra total de desercions de l'Exèrcit de la Unió durant els quatre anys de la guerra al voltant de les 350.000. Aquesta xifra significaria que un 15% dels soldats de l'Exèrcit de la Unió va desertar durant la guerra. Les xifres oficials van situar el nombre de desertors de l'Exèrcit de la Unió en 200.000 per a tota la guerra, és a dir, en un 8% dels soldats. S'estima que 1 de cada 3 desertors va tornar als seus regiments, ja sigui voluntàriament o després de ser arrestat i enviat de tornada. Moltes de les desercions eren dutes a terme per soldats professionals s'havien allistat per cobrar les grans primes que s'oferien sovint per allistament i després desertaven a la primera oportunitat per tornar a allistar-se a un altre lloc. Aquest estil de vida delictiu podia arribar a ser molt lucratiu, sempre que el qui el practicava no fos enxampat i executat.
Els irlandesos van ser els principals participants en els famosos disturbis en el reclutament de Nova York de 1863. Els irlandesos eren els que s'havien mostrat més fermament a favor d'ajudar el Sud abans de la guerra i des de sempre s'havien oposat a l'abolicionisme i a l'alliberament de la població negra, perquè els consideraven uns competidors que els disputaven els llocs de treball i els culpaven de provocar una rebaixa de salaris. Al·legant que la guerra era purament una guerra de la classe alta abolicionista per alliberar esclaus que emigrarien cap al nord i es disputarien els habitatges i els llocs de treball, les classes més desfavorides no van rebre bé el reclutament, especialment aquell en què un home ric podia comprar una exempció. Els pobres van formar associacions que comprarien exempcions pels seus membres. Com a resultat de la Llei d'Inscripció, els disturbis van començar en diverses ciutats del Nord, però els més destacats van tenir lloc a la ciutat de Nova York. Una multitud formada principalment per immigrants irlandesos va protagonitzar els disturbis de l'estiu de 1863, en els quals la pitjor violència va tenir lloc al juliol, coincidint amb la batalla de Gettysburg. La multitud va calar foc a tot, des d'esglésies afroamericanes i un orfenat per a “nens de color” fins a les cases d'alguns destacats abolicionistes protestants. Es diu que la multitud va ser rebutjada de les oficines del New-York Tribune, lleial a la causa de la Unió, per treballadors que van obrir foc amb dues metralladores Gatling. Les principals víctimes dels disturbis eren els afroamericans i els activistes del moviment anti-esclavitud. Fins que no es va aconseguir la victòria a Gettysburg no es va poder enviar l'Exèrcit de la Unió a Nova York. Algunes unitats van haver d'obrir foc per apaivagar la violència i aturar els disturbis. Quan els disturbis es van acabar, al voltant de 1.000 persones havien estat assassinades o ferides. Hi ha haver alguns disturbis de menor intensitat en àrees rurals de l'Oest Mitjà i en les regions carboneres de Pennsylvania.